# زلف آشفته و خوی کرده و خندان لب و مست
غزلی با مطلع «زلف آشفته و خوی کرده و خندان لب و مست» غزل شمارهٔ ۲۶ از دیوانِ حافظ در تصحیحِ محمد قزوینی و قاسم غنی است.

## در دیگر آثار هنری
در نسخه‌ای مصور از دیوان حافظ در کتابخانهٔ لیدن به‌سال ۸۹۴ ه‍.ق/۱۴۸۹ م و کتابت‌شده توسط شیخ محمدابراهیم اوحدی بلیانی که متعلق به مکتب شیراز دوم است، نگاره‌ای بر مبنای این غزل موجود است.